# Evocació
En el dret modern de la Corona d'Aragó (segle xv - principis segle xviii) les evocacions eren tots aquells casos encara no resolts pels tribunals locals de primera instància de les batllies, les vegueries (i altres institucions) que passaven a ser assumits en segona instància per les reials audiències de cada estat de la Corona. Els pretexts d'evocació es van idear amb la voluntat expressa de garantir la bona aplicació de la justícia i, a més, garantir la protecció dels litigants més desvalguts.

## Casos d'aplicació a Catalunya
Cal especificar que la Reial Audiència de Catalunya també aplicava el terme als casos encara no iniciats pels tribunals inferiors ordinaris i que se'ls s'apropiava, actuant per tant com a tribunal de primera instància. Fins i tot també s'anomenaven així, tot i que sense gaire raó, els casos originalment competents de l'Audiència (les "causes consistorials") i també els recorsos ordinaris i extraordinaris que es feien davant seu.
- Els casos criminals o civils (aquestes havien de ser de més de 300 lliures) en què hi havia implicats pubills, vídues, pobres i altres persones miserables podien ser tractats per l'audiència reial ja en primera instància (tot i alguna comptada excepció).[1] Aquests termes s'interpretaven de manera àmplia: Per pubills s'interpretava els menors d'edat fins i tot tutelats; les vídues podien ser riques o pobres, o amb un marit inútil (o presoner en camp enemic, o bandejat, o condemnat a galeres), o fins i tot les dones que simplement vivien soles (això sí: aquestes "vídues" havien de ser sempre honestes i decents); sota la categoria de pobresa hi cabien no només els mendicants (els quals eren reconeguts mitjançant una informació sumària) sinó també els ordes religioses i els seus monestirs, així com qualsevol municipi del país en entendre-hi que hi vivien grans grups en pèssimes condicions; i sota la d'altres persones miserables s'hi comptaven els viatgers, els mercaders (sovint importunats per impostos i peatges mentre circulaven pel país), els pagesos, els estudiants, els disminuïts, les prostitutes, etc.[1]
- Qualsevol causa de més de 100 lliures, exceptuant les de les circumstàncies del punt anterior.[1]
- Totes les causes criminals de la vegueria a on estava l'Audiència (a Catalunya, doncs, la de Barcelona).[1]
- Els casos en què ambdues parts eren presents a la Cort o a la ciutat de Barcelona sempre que el judici no hagués començat ja en un altre tribunal inferior.[1]
- En primera instància aquells casos sobre privilegis reials i lletres de manutenència, o per defensar la jurisdicció del monarca, i els càstigs a un oficial del rei.[1]
- Els casos en què el jutge ordinari no tenia la força suficient per fer justícia perquè alguna de les parts era un magnat poderós o una ciutat.[1]
- En causes majors de 50 lliures en què en un contracte hom s'hagués compromès a renunciar al mateix fur sotmetent-se a algú altre.[1]
- Si hi havia dubtes fonamentats que el jutge ordinari no faria justícia.
- També era evocació qualsevol cas d'una jurisdicció baronial que hagués estat suspesa per abús del baró en qüestió, de la qual se'n feia càrrec la reial audiència.[1]
- Casos en què hi havia involucrades persones de l'estament noble o eclesiàstic.[1]
- Qualsevol conflicte de jurisdiccions, tant entre oficials reials, com entre aquests i els barons, o com entre barons.[1]
- Els casos criminals de delinqüents que havien actuat en diverses vegueries.[1]
- Els casos criminals en què el sospitós ja estava empresonat a Barcelona.[1]
- Els casos de vassalls que delinquien contra llur senyor.[1]
- Qualsevol cas en què havia calgut fer una crida pública i l'Audiència s'havia reservat expressament (tot i que aquesta evocació sempre fou considerada de dubtosa legalitat).[1]
- Qualsevol cas que s'estigués jutjant als tribunals ordinaris però que estigués directament relacionat amb un cas que ja estava sota la jurisdicció de l'Audiència.[1]